# Flaga Węgier
Flaga Węgier – jeden z symboli państwowych Węgier. Jest to prostokąt podzielony na trzy poziome pasy: czerwony, biały, zielony,
symbolizujące odpowiednio: siłę, wiarę, nadzieję.

## Konstrukcja i wymiary
Proporcja długości boków wynosi 3:6.

Konstrukcja i wymiary

## Historia
Flaga została ustanowiona w 1848. Kolory flagi razem po raz pierwszy pojawiły się na sznurze królewskiej pieczęci w 1618. W dwudziestoleciu międzywojennym na fladze widniał węgierski herb.
Po II wojnie światowej tradycyjny herb na fladze został pozbawiony korony. W 1949 zastąpiony został nowym, przedstawiającym młot skrzyżowany z kłosem zboża pod czerwoną gwiazdą okolone trójkolorową wstęgą i snopami zboża.
Podczas powstania węgierskiego w 1956 nowy herb demonstracyjnie wycinano z flag na znak protestu przeciwko rządom komunistycznym.
Przez krótki okres posługiwano się następnie flagą według wzoru z 1944 (z tradycyjnym herbem, lecz pozbawionym korony). Pod taką flagą Węgrzy wystąpili na LIO Melbourne 1956.
1 września 1957 wprowadzono nowy herb Węgier i na fladze zastąpiono młot i kłos tarczą herbową w barwach narodowych (dodano jednakże u dołu czerwoną wstęgę) – w tej postaci flaga nie była praktycznie nigdzie używana. Oficjalnie i powszechnie stosowano trójkolorową flagę bez herbu (w proporcjach 2:3).
Po 1990 przywrócono historyczny herb Królestwa Węgierskiego i proporcje 1:2. 

flaga Księstwa Węgier od IX wieku do 1301 roku
flaga Królestwa Węgier z lat 1301–1382
flaga Królestwa Węgier z XV wieku
Sztandar używany przez Franciszka II Rakoczego, księcia Siedmiogrodu i aspirującego króla Węgier, podczas jego wojny z Habsburgami (1703–1711)
flaga Węgier 1867–1918
flaga Węgier 1918–1944
flaga Węgier 1946–1949 i (nieoficjalnie) 1956–1957
flaga Węgier 1949–1956
flaga rewolucjonistów w 1956
flaga Węgier 1957–1989 (proporcje 2:3)
niestosowana flaga z herbem z lat 1957–1989
flaga Węgier po 1990 bez herbu (proporcje 1:2)
flaga Węgier po 1990 z herbem (proporcje 1:2)